# Capilla de San Agustín (Roncesvalles)
La capilla de San Agustín de Roncesvalles (Navarra, España) también conocida como Torre de San Agustín, Capilla Real y Sala Capitular, fue construida en el siglo XIV.

## El claustro
Del anterior claustro gótico adyacente, que estaba inspirado en el propio de la Catedral de Pamplona, se tiene noticia de que “estaba edificado con piedra traída de más baxo que Pamplona, con muchas columnas variadas a la misma traza del claustro de la cathedral della y casi con las  mesmas labores”. Se han conservado varias tracerías así como unos capiteles dedicados al Pecado original y a la Expulsión del Paraíso. Parece que también tuvo, como en Pamplona, un grupo de la Adoración de los Magos. Incluso por algunas menciones en el códice de la Preciosa, que habla de la "claustra vieja" en 1424 se ha considera la existencia, a su vez, de otro claustro todavía más antiguo.

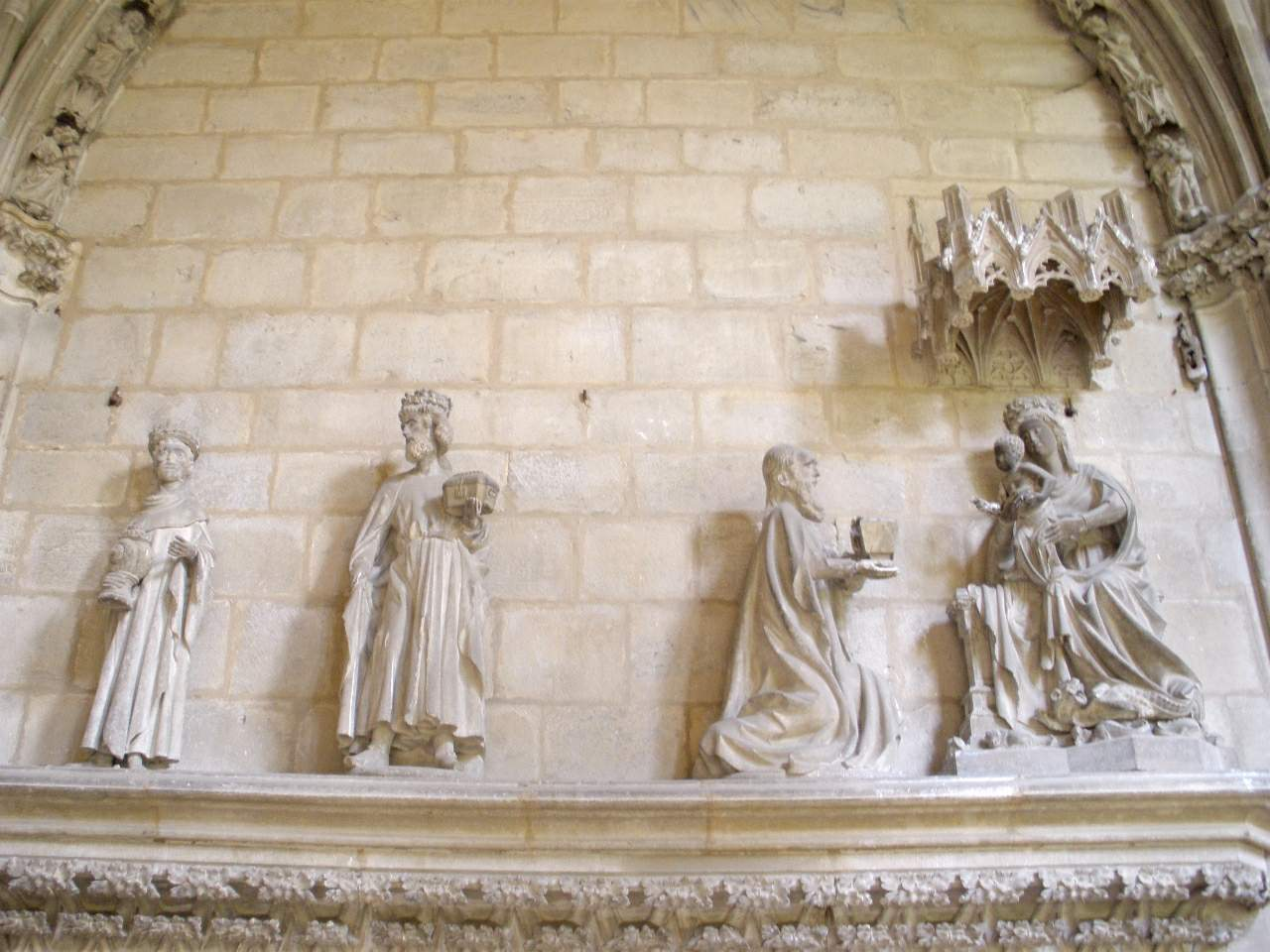
La Adoración de los Reyes Magos en el claustro de la Catedral de Pamplona. Relieve gótico de Jacques Perut. Una composición similar debió existir en el antiguo claustro de Roncesvalles

Tras hundirse por el peso de la nieve las nuevas trazas ejecutadas para el nuevo claustro en el siglo XVII utilizaron «el recurso a arcos apuntados» y dándole «la sensación de pesadez arcaizante» explicados «por la reutilización parcial de elementos antiguos y por la necesidad de resistir frecuentes e intensas nevadas». Las nuevas obras se comenzaron en 1615 y continuaron hasta 1661. Posteriormente, durante los siglos XVIII y XIX continuaron las mejoras con el arreglo de cubiertas, colocación de rejas o empedrados. Ya en 1930 Florencio de Ansoleaga descubre durante «una intervención en el zócalo del claustro» unos nichos medievales que se dejaron al descubierto. En el centro del patio se observa una pila bautismal procedente de Amunarrizqueta.

Vistas del claustro de Roncesvalles
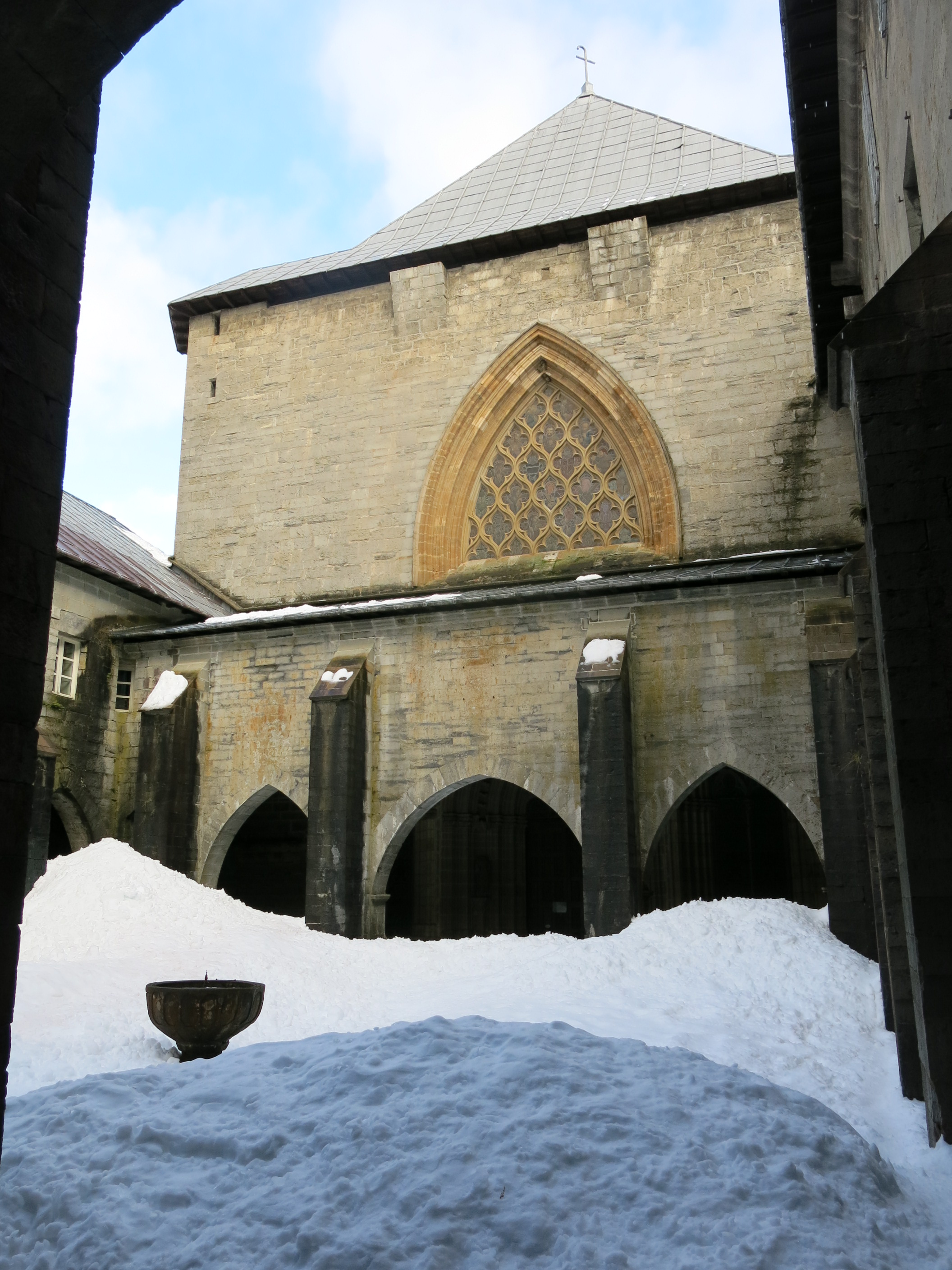
Una nevada habitual en el claustro
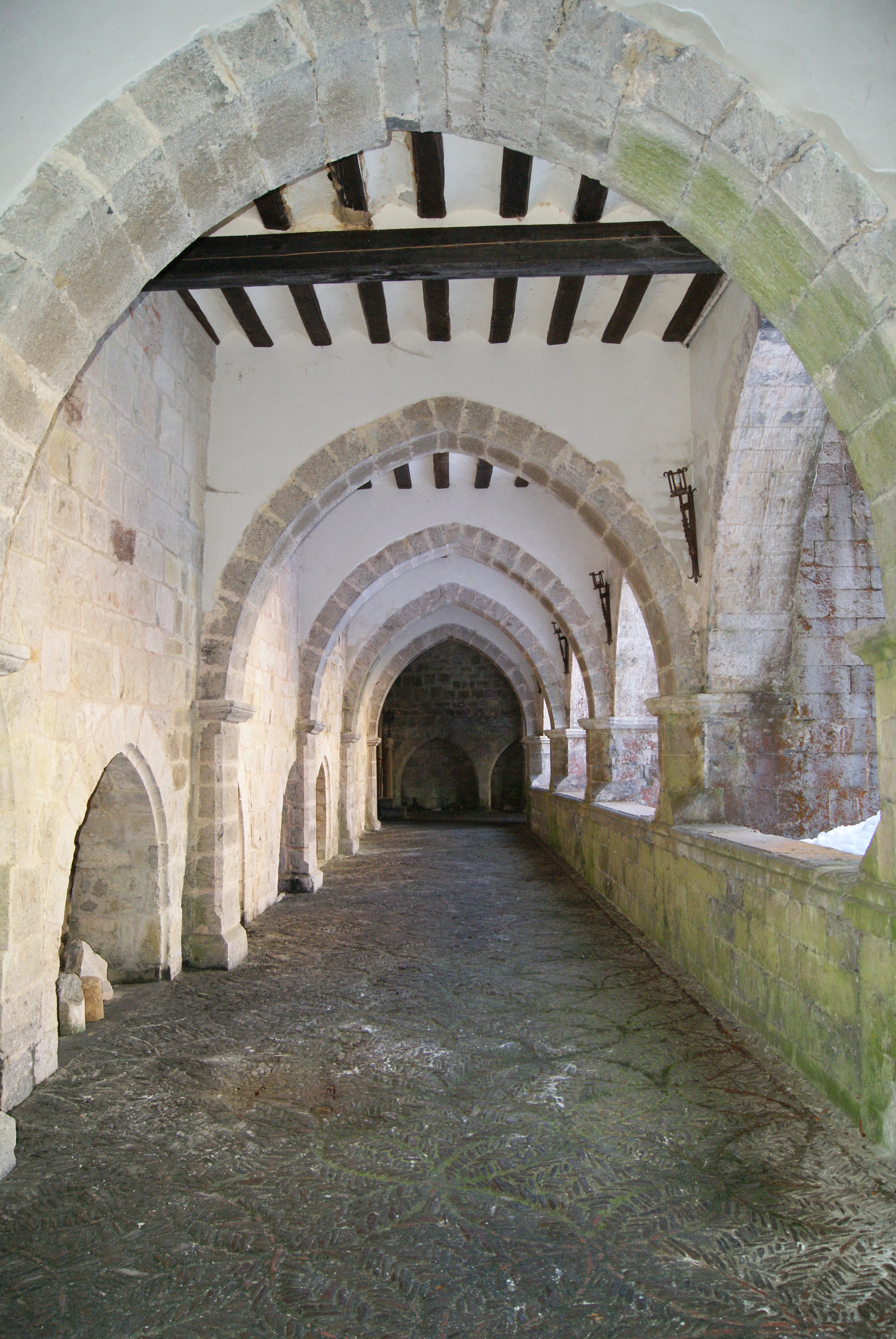
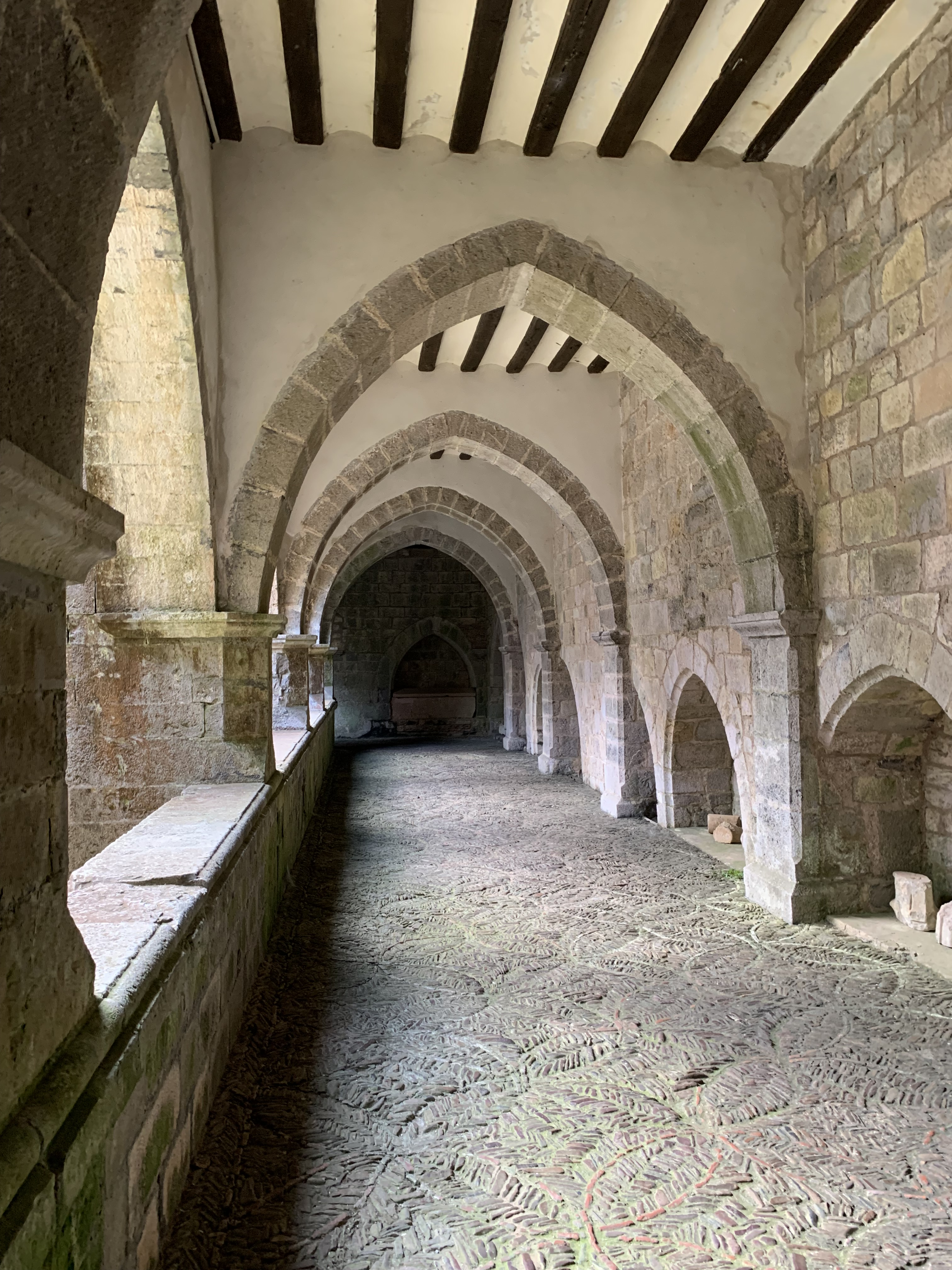
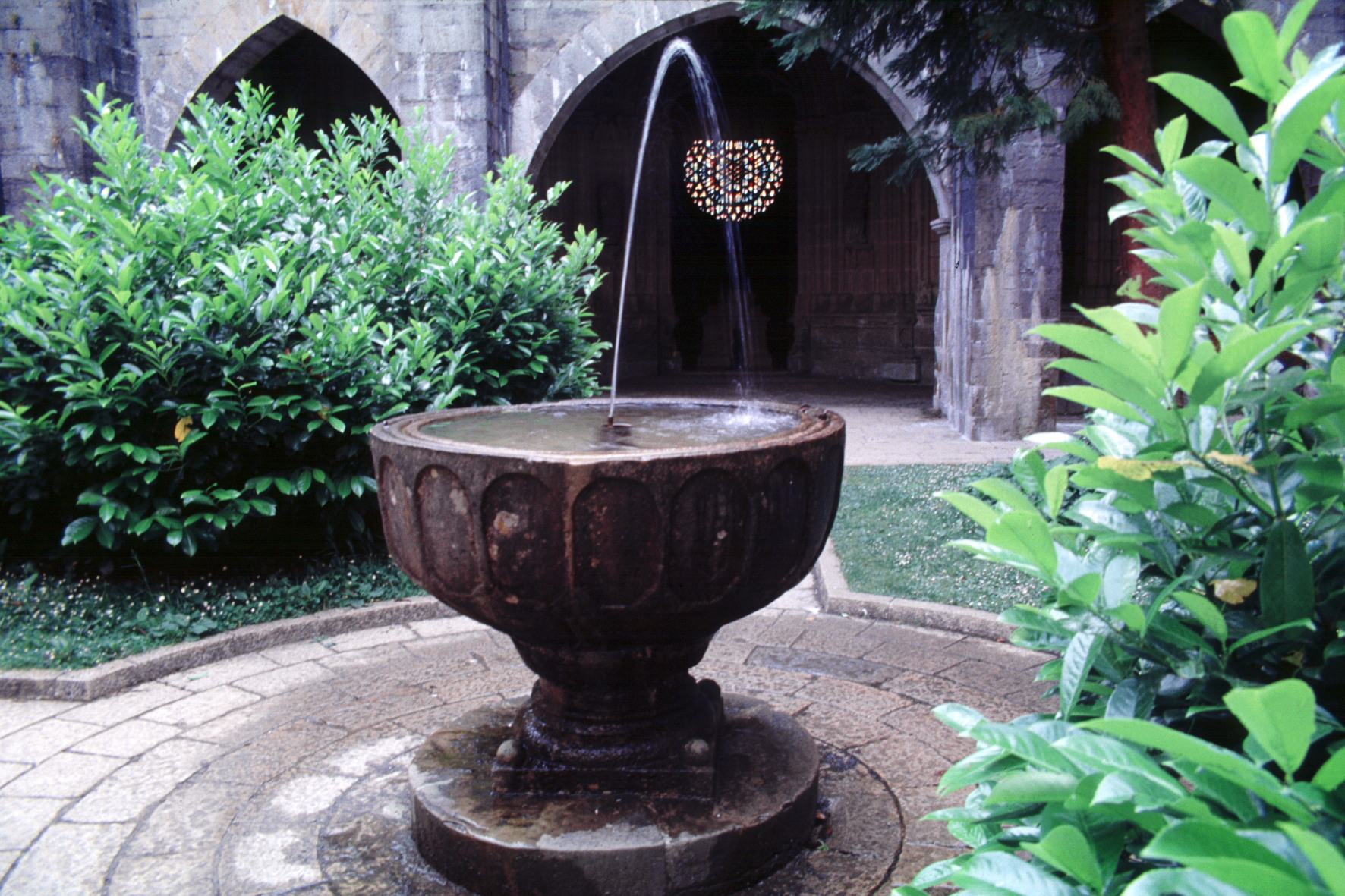
Pila bautismal procedente de Amunarrizqueta
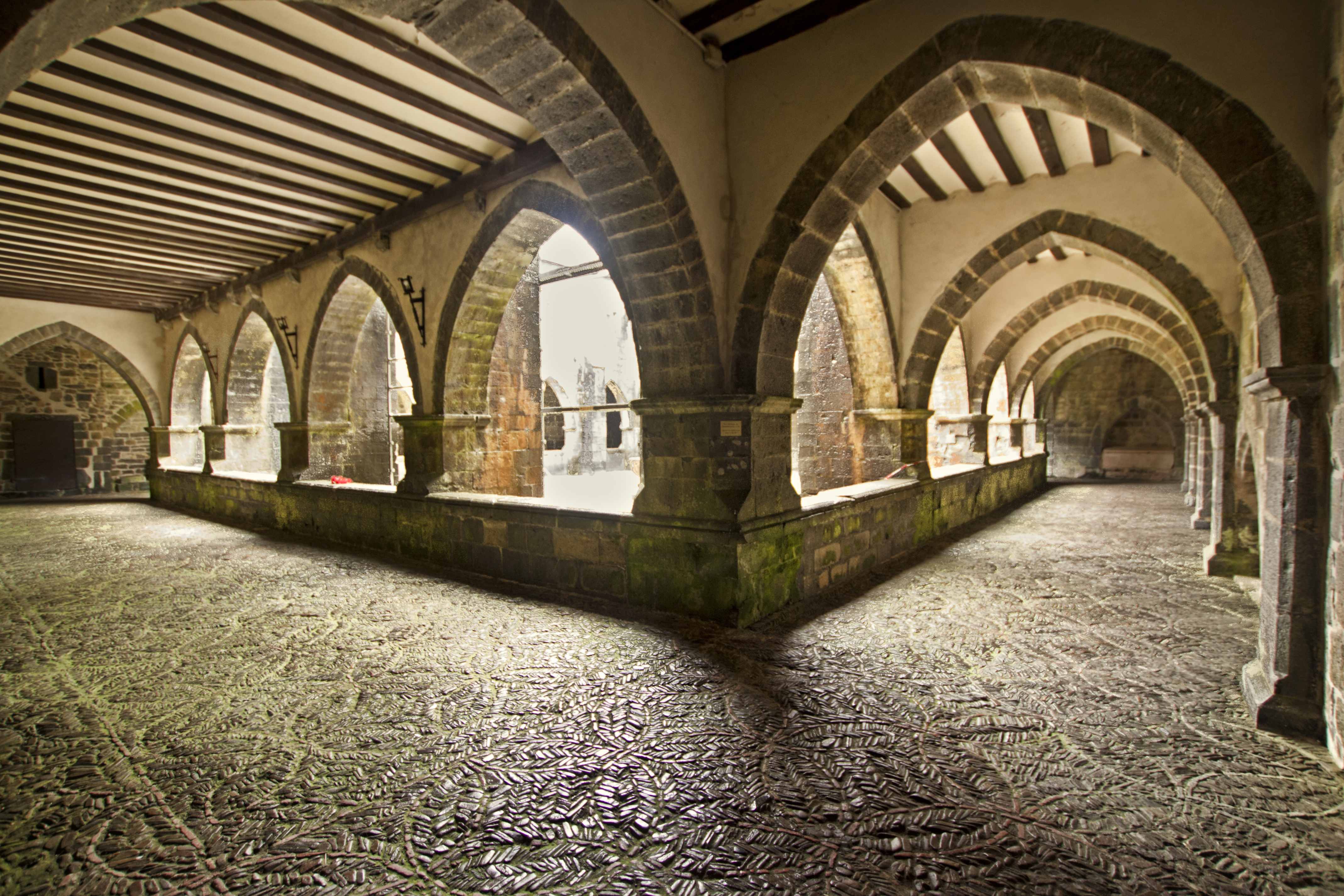
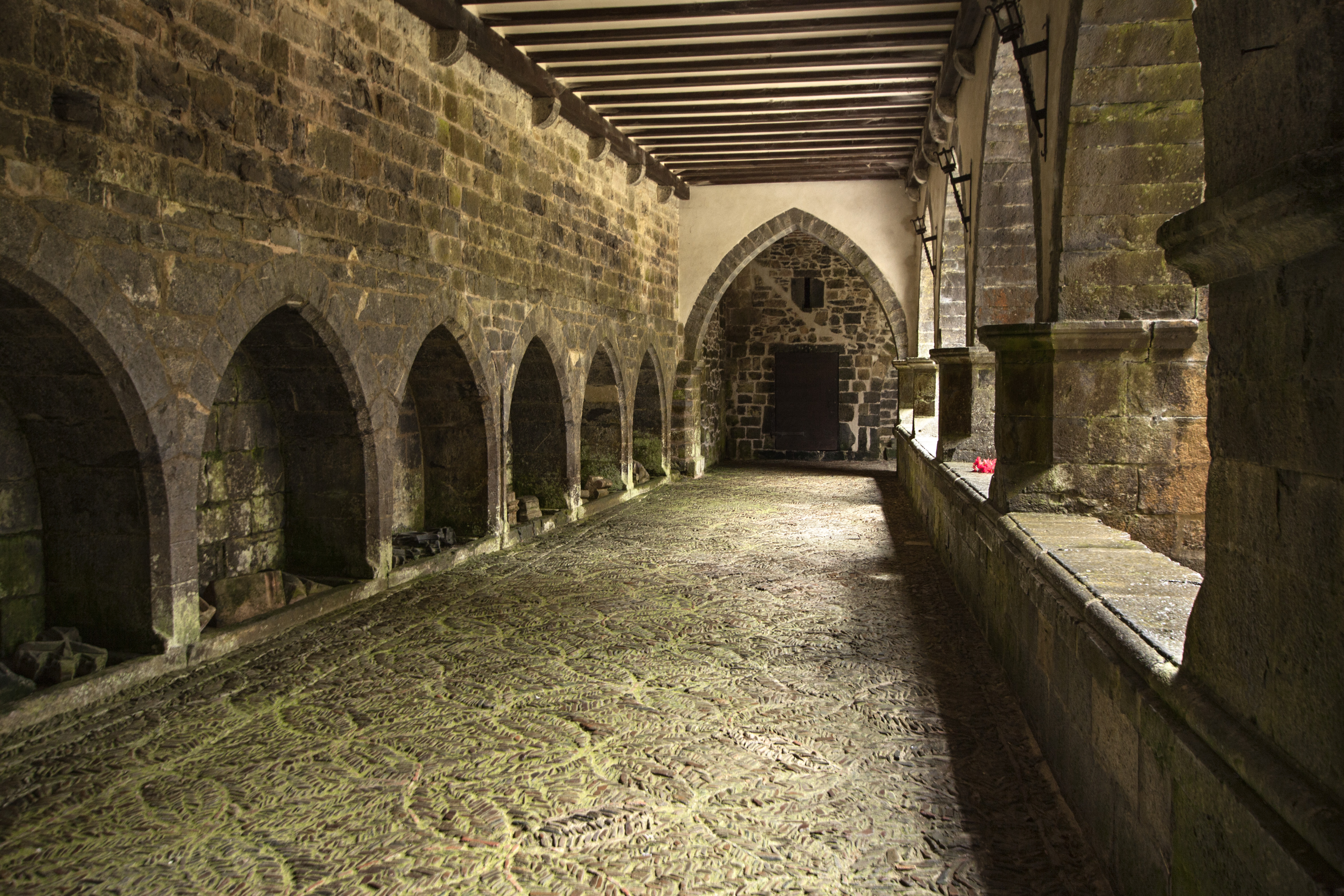

En el recorrido por el claustro se observan abiertos en las paredes varios arcosolios apuntados utilizados como sepulcros, siguiendo la tradición de los claustros medievales. En la misma pared que da acceso a la capilla, está la lápida sepulcral del caballero de Navarra Fernando de Ayanz (c. 1330-1393) que fuera condestable de Cherburgo (1357) y contribuyera a la liberación de su rey, Carlos II de Navarra. En su lauda sepulcral está representado «como guerrero con una mano en el pecho y otra en la espada y un lebrel a los pies».

## La capilla
De planta cuadrada cubierta con bóveda de terceletes con ligaduras de nervios más elaborados que los de la iglesia y las claves decoradas. La bóveda se apoya en cuatro ménsulas de gran tamaño que representan unos ángeles.
El exterior se presenta como un bloque cúbico de sillería, con cierto aspecto de fortaleza; de ahí que en ocasiones se le denomine torre de San Agustín.[cita requerida] Unos contrafuertes adosados a las esquinas que llegan hasta la cubierta piramidal refuerzan el conjunto.

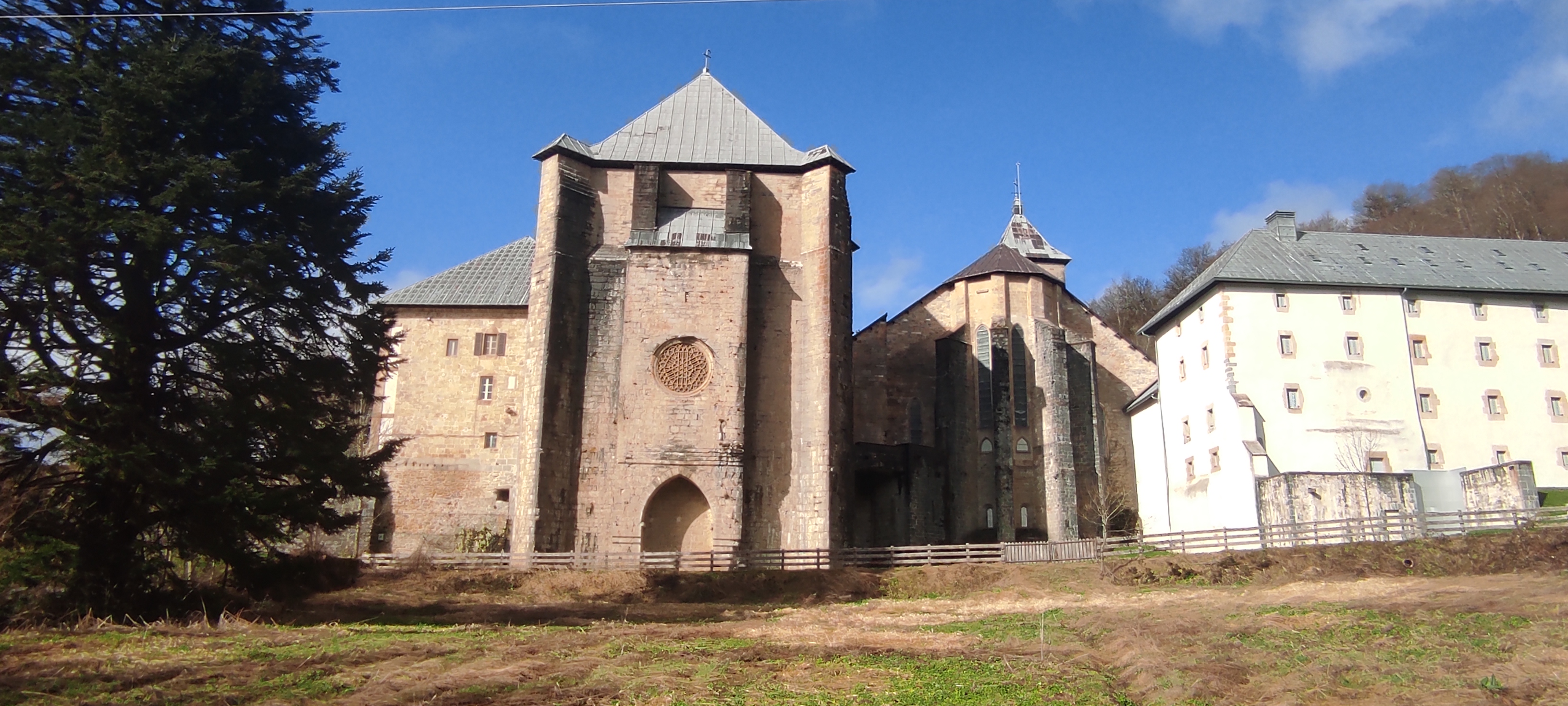
Real Colegiata de Santa María de Roncesvalles vista desde la regata de Arrañosin. Sobresale la cabecera de la Capilla de San Agustín (izquierda) respecto a la de la iglesia colegial.

### Sepulcro real de Sancho VII de Navarra
En el centro de la capilla se sitúa el sepulcro de Sancho VII el Fuerte instalado en 1912, cuando se arregló la capilla para conmemorar el aniversario de la batalla de Las Navas de Tolosa. Del primitivo conjunto funerario del rey sólo queda la losa con el relieve del monarca yacente, rodeada de una fina cenefa con decoración vegetal que se fecha a mediados del siglo XIII, ya que es entonces cuando Teobaldo I encarga el sepulcro de su tío y de su tía, Clemencia de Toulouse. El relieve del rey Sancho mide 2,25 m y dice la leyenda que esa era la estatura real del monarca. Junto a ella, pueden verse parte de las famosas cadenas del Miramamolín.
En el suelo, a la entrada, está la lápida del Prior don García Juan de Viguria (1327-1346).

Vista de la Capilla de San Agustín
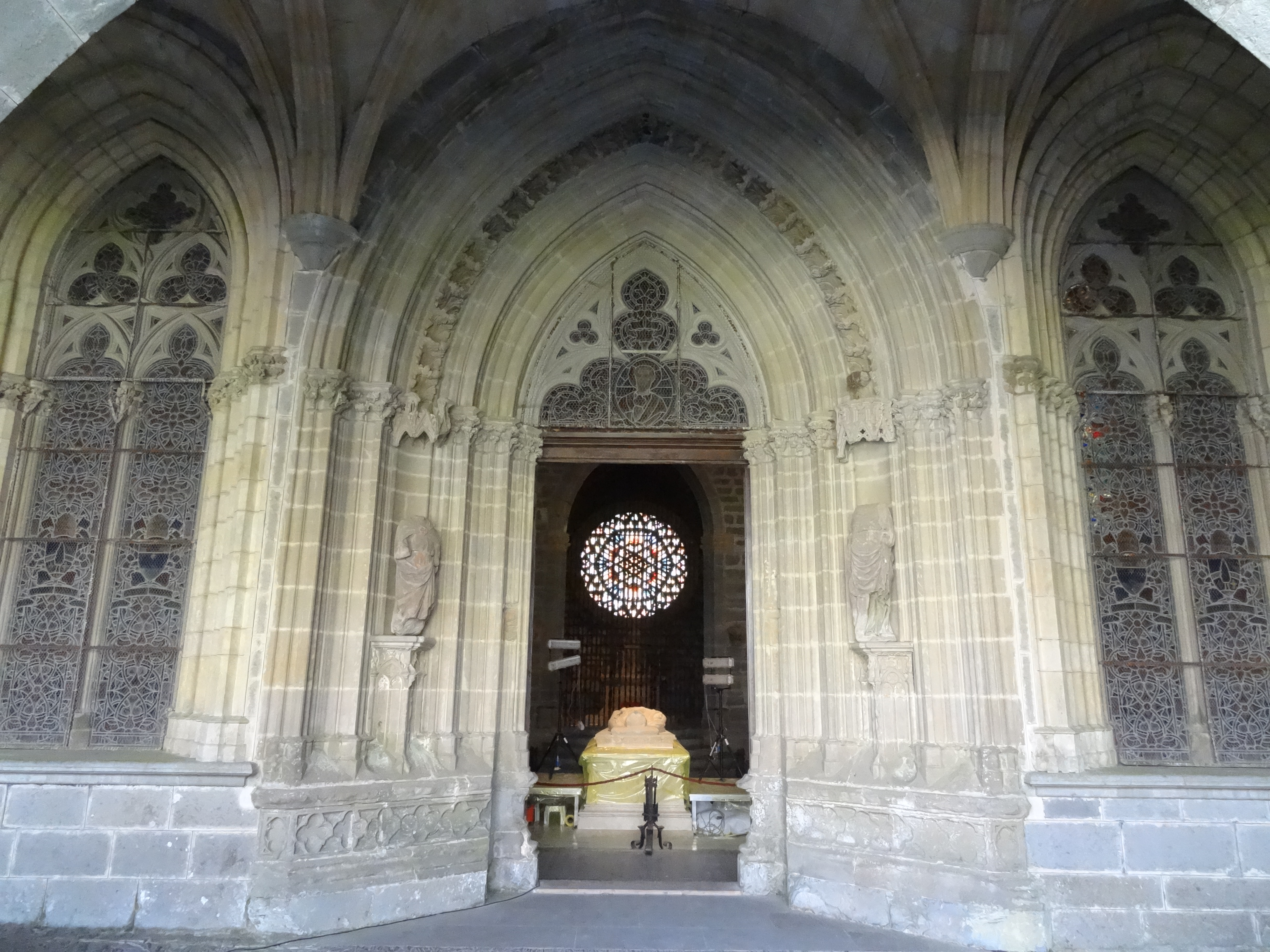
Acceso a la capilla vista desde el centro del claustro.
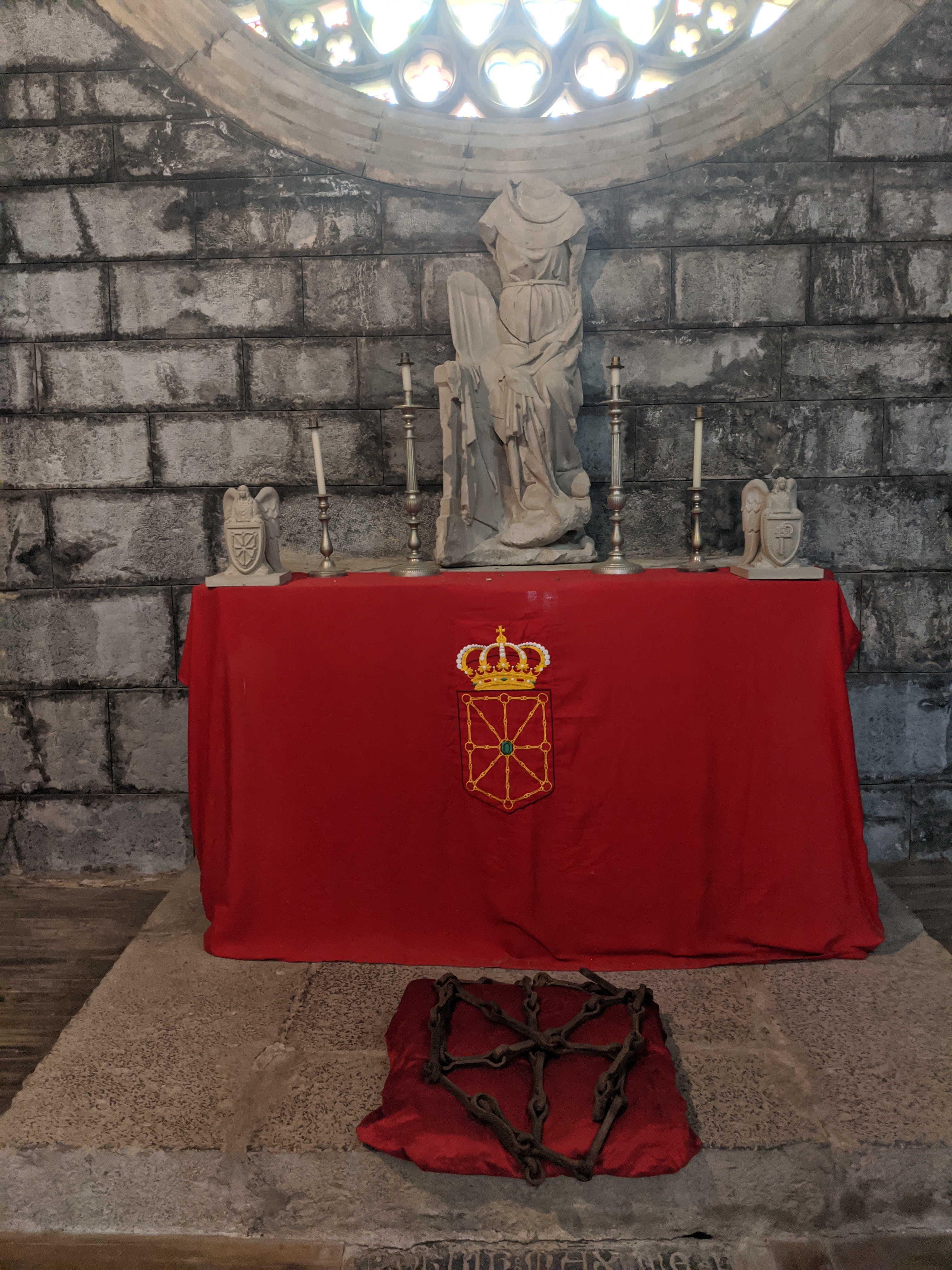
Altar de la capilla pequeña donde se exponen las cadenas de Navarra.
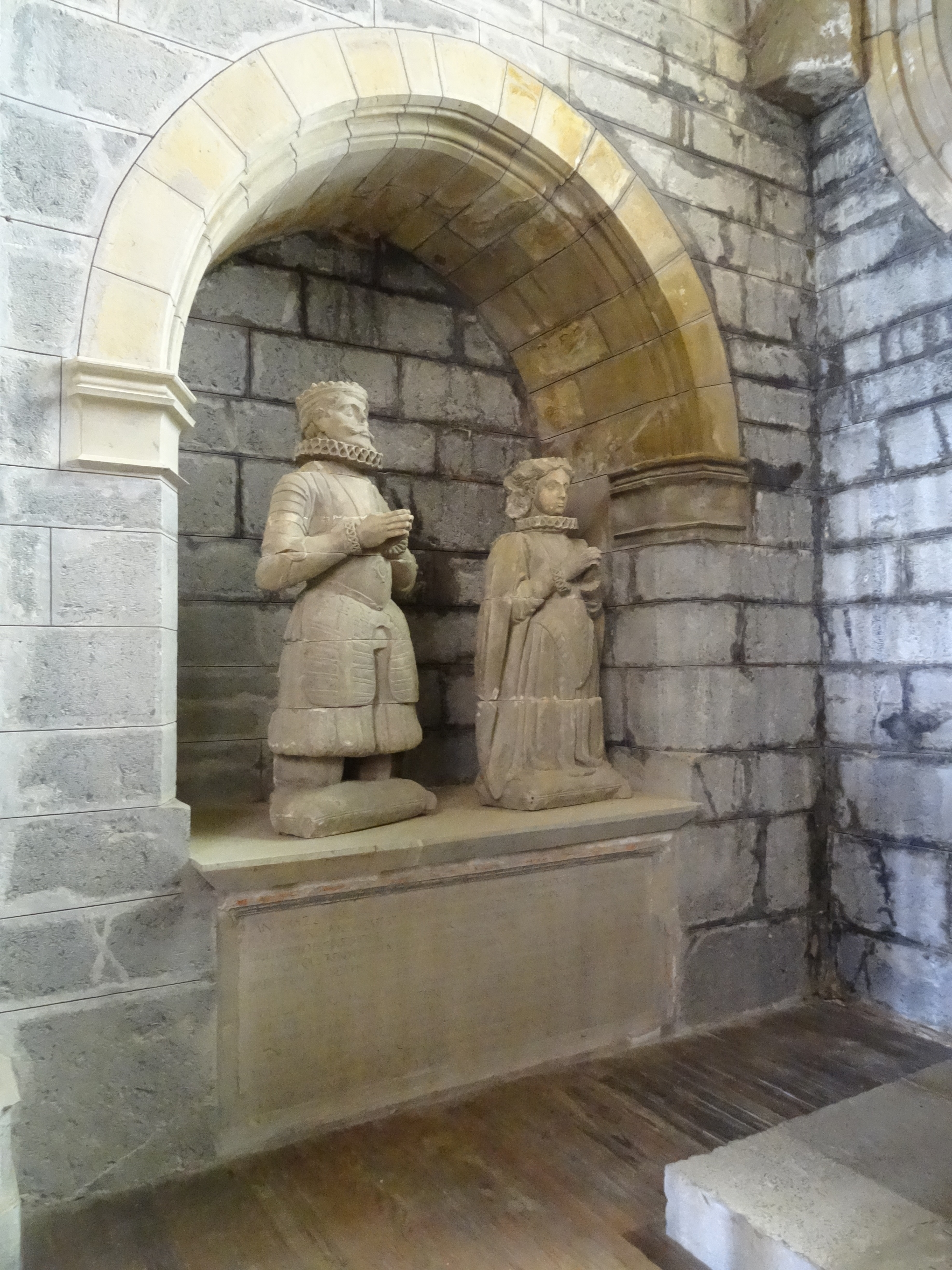
Estatuas orantes de los reyes Sancho VII y su esposa doña Clemencia en la pequeña capilla.
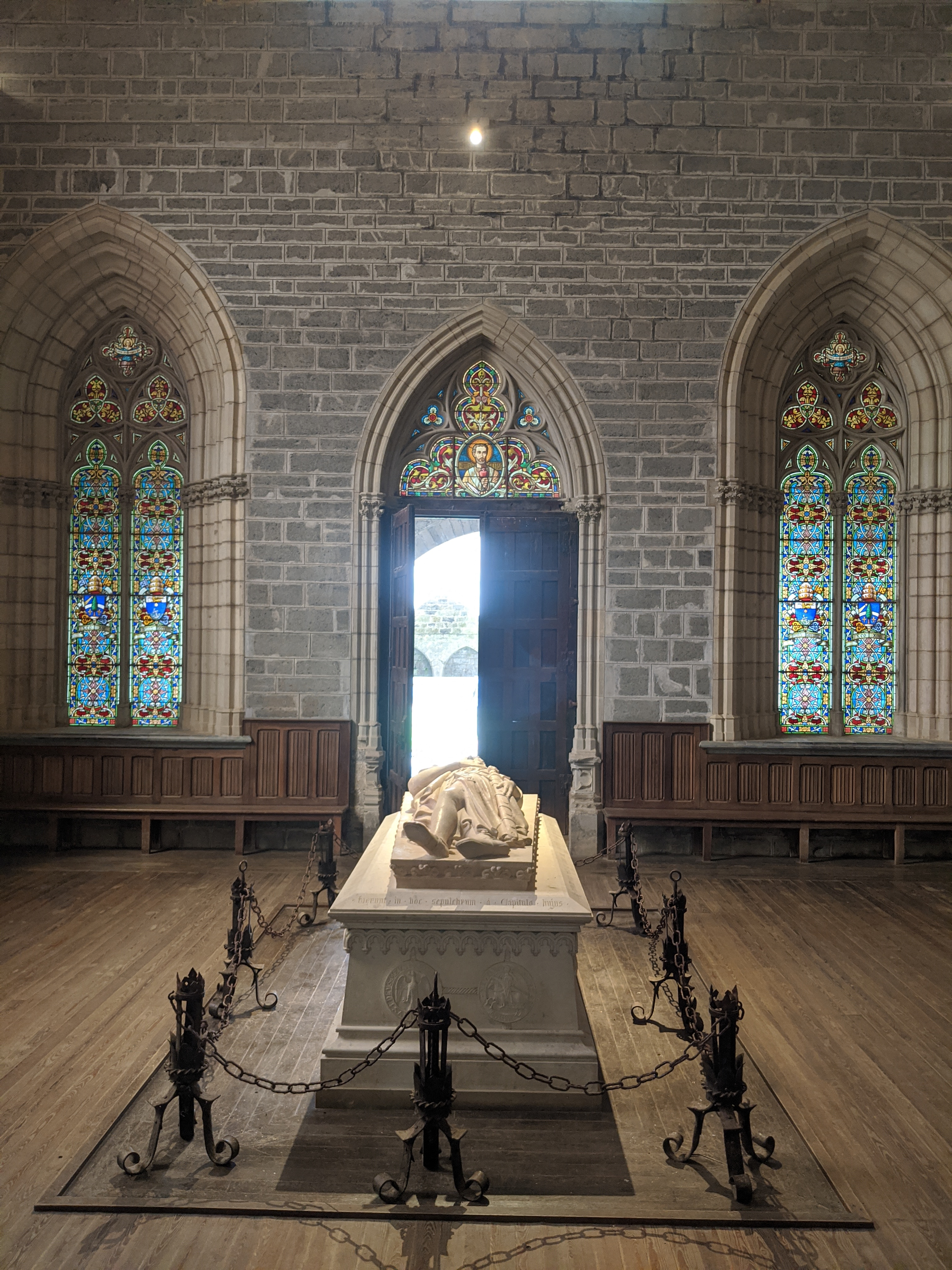
Vista del acceso y del sepulcro de Sancho VII el Fuerte instalado en 1912.
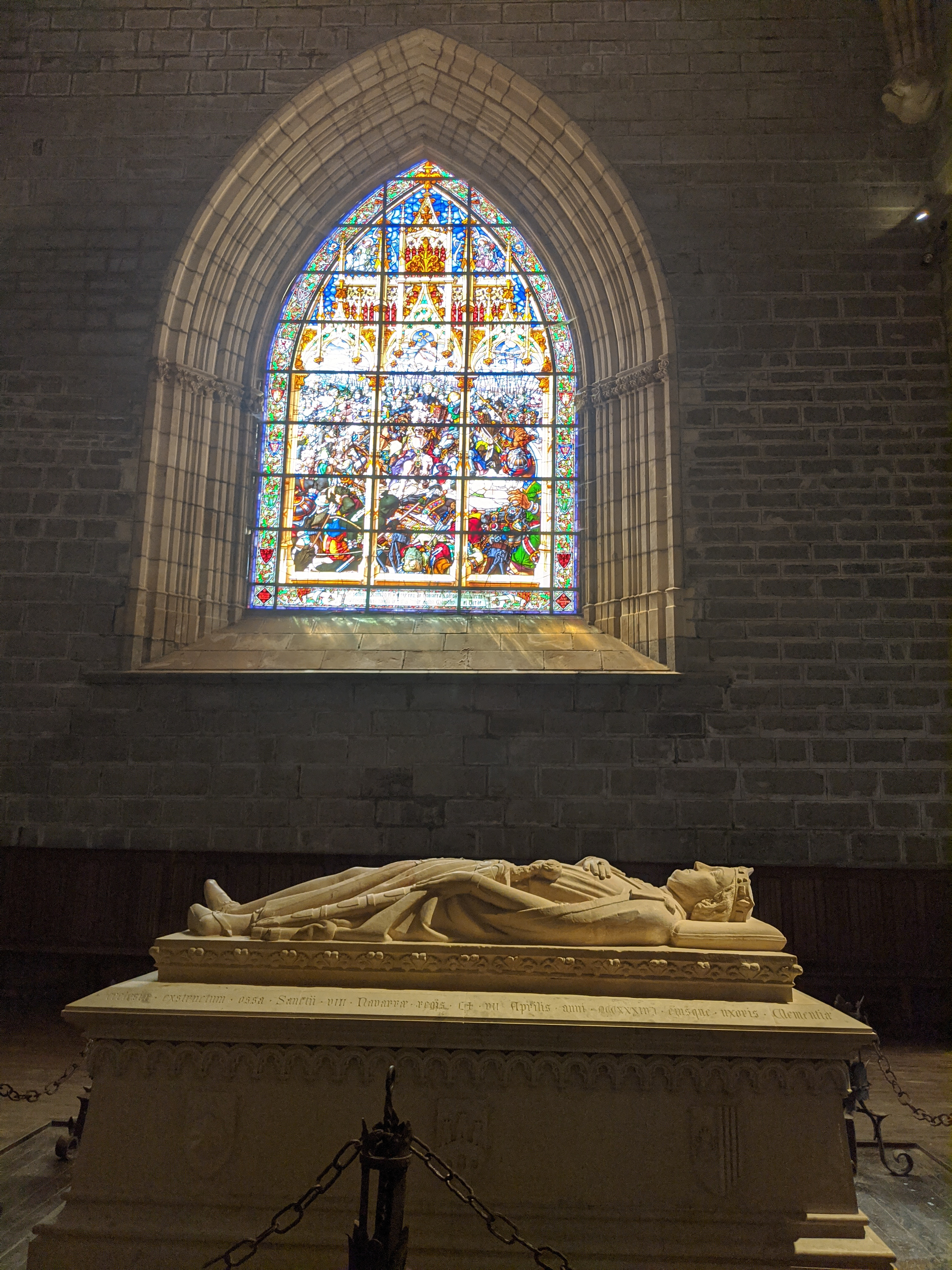
Vista del sepulcro real con el ventanal al fondo cuya vidriera representa la Batalla de las Navas de Tolosa de 1212.
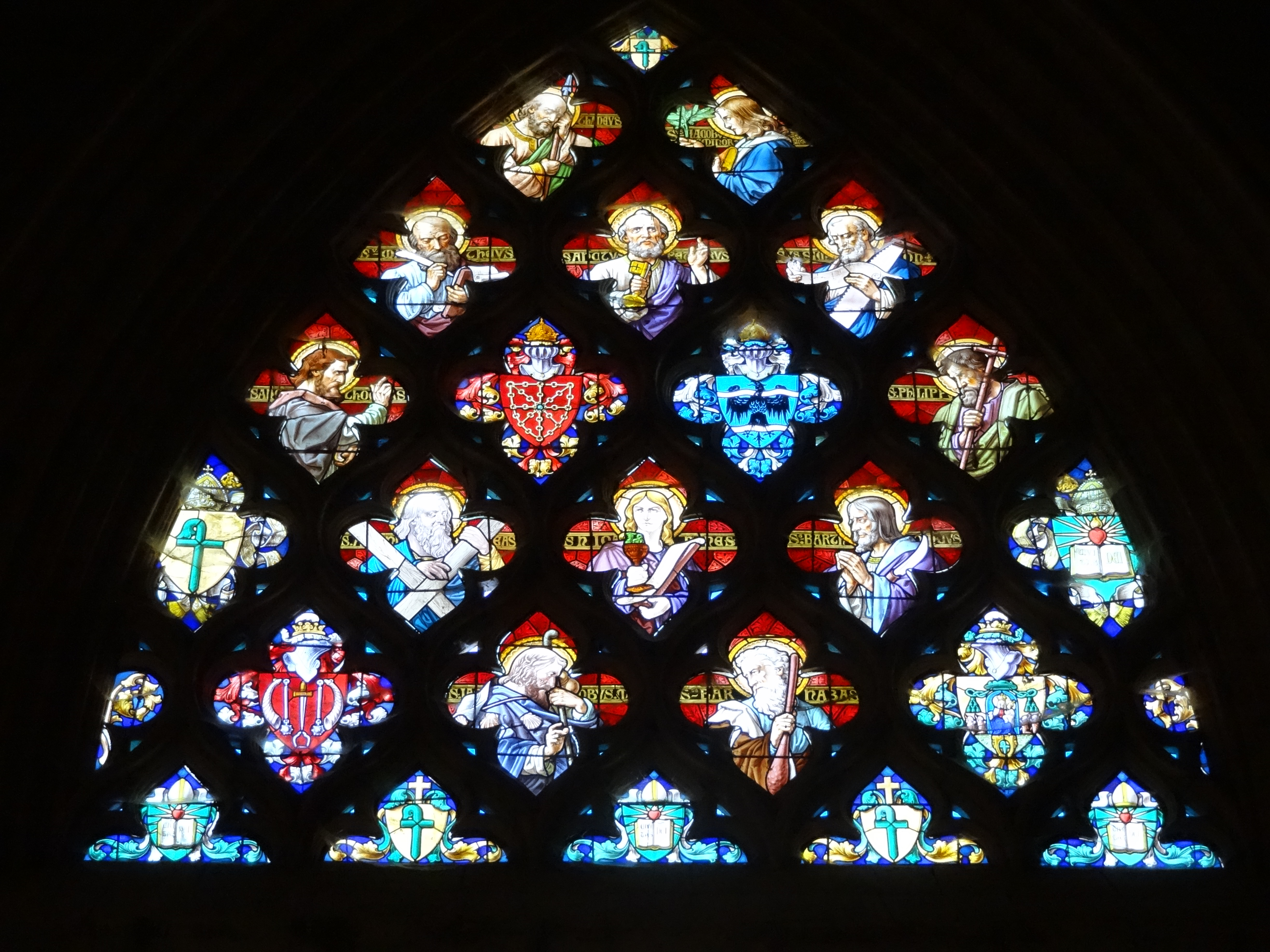
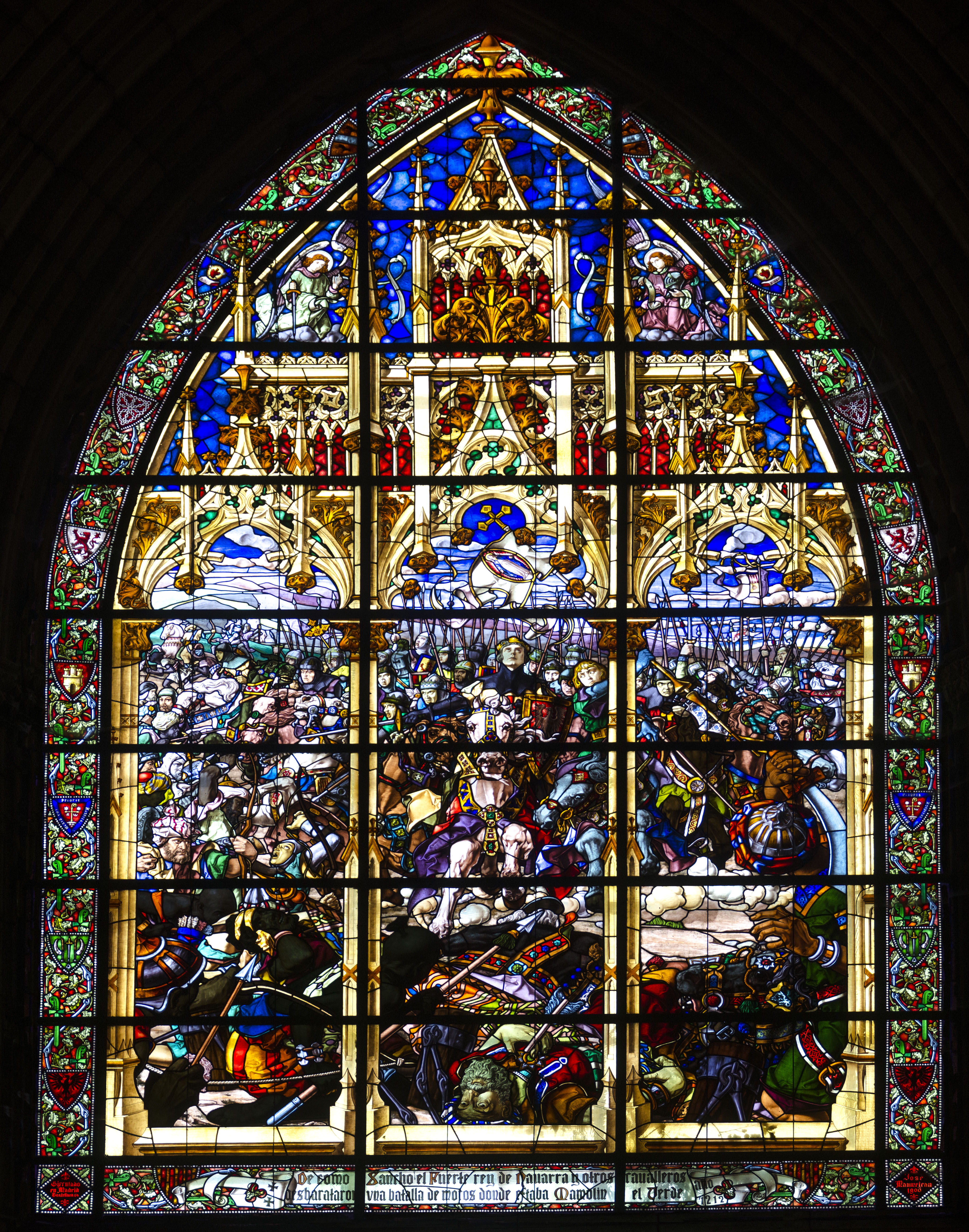
Detalle de la vidriera conmemorativa de la batalla de las Navas de Tolosa de 1212